# Webb City (Missouri)
Webb City és una població dels Estats Units a l'estat de Missouri. Segons el cens del 2000 tenia 9.812 habitants.

## Demografia
Segons el cens del 2000, Webb City tenia 9.812 habitants, 3.808 habitatges, i 2.600 famílies. La densitat de població era de 509,2 habitants per km².
Dels 3.808 habitatges en un 37,2% hi vivien nens de menys de 18 anys, en un 50,6% hi vivien parelles casades, en un 14% dones solteres, i en un 31,7% no eren unitats familiars. En el 26,7% dels habitatges hi vivien persones soles el 13,1% de les quals corresponia a persones de 65 anys o més que vivien soles. El nombre mitjà de persones vivint en cada habitatge era de 2,55 i el nombre mitjà de persones que vivien en cada família era de 3,09.
Per edats la població es repartia de la següent manera: un 29,1% tenia menys de 18 anys, un 11% entre 18 i 24, un 28,4% entre 25 i 44, un 17,8% de 45 a 60 i un 13,8% 65 anys o més.
L'edat mediana era de 32 anys. Per cada 100 dones de 18 o més anys hi havia 84,9 homes.
La renda mediana per habitatge era de 29.849 $ i la renda mediana per família de 35.219 $. Els homes tenien una renda mediana de 27.882 $ mentre que les dones 18.655 $. La renda per capita de la població era de 15.589 $. Entorn del 13,1% de les famílies i el 15,7% de la població estaven per davall del llindar de pobresa.

## Poblacions més properes
El següent diagrama mostra les poblacions més properes.